# 9K114 Šturm

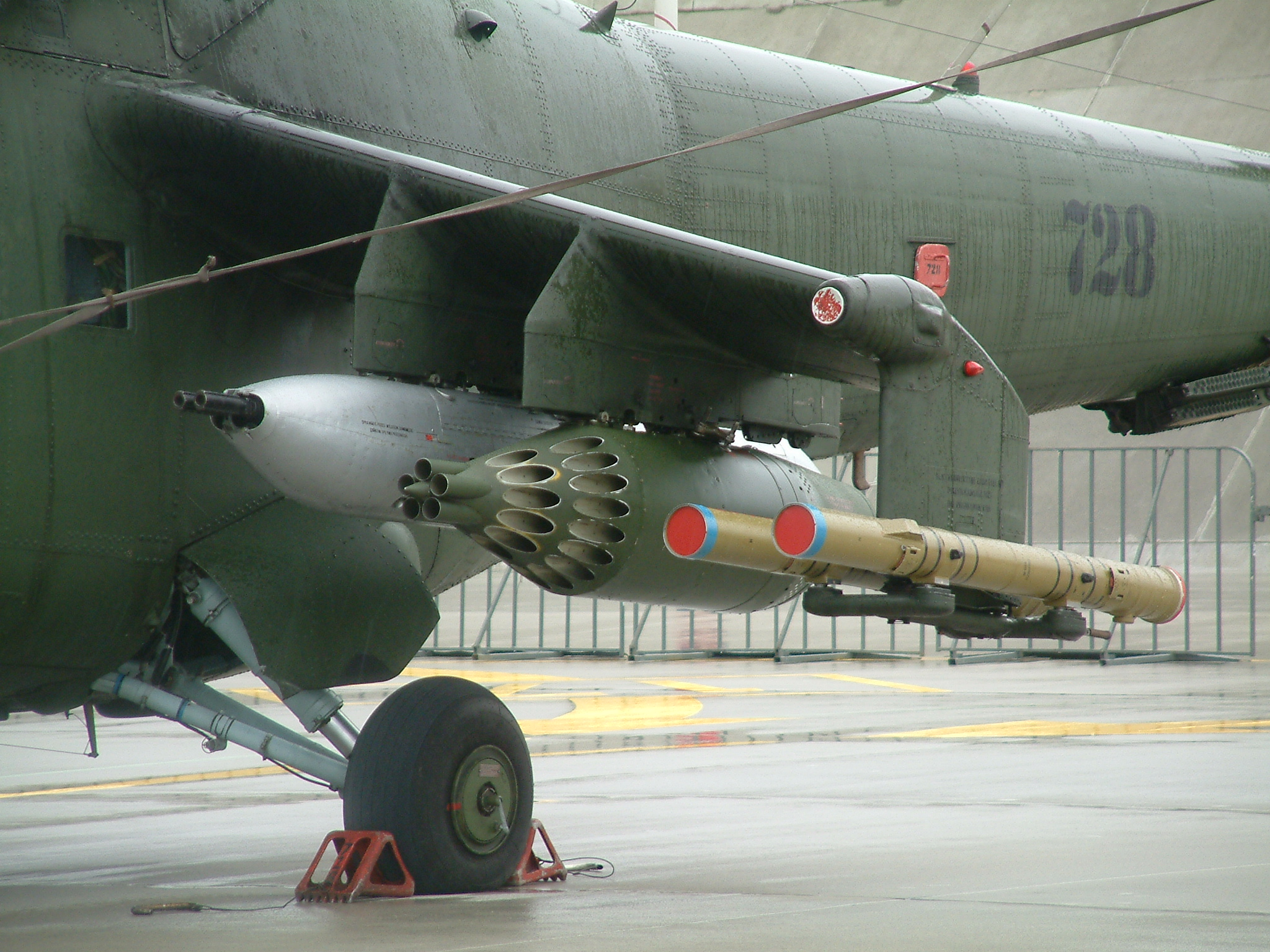
Dvě trubice obsahující PTŘS Šturm na podkřídelním závěsníku bitevního vrtulníku Mi-24.

9K114 Šturm (v kódu NATO AT-6 „Spiral“) je protitanková řízená střela druhé generace s rádiovým přenosem řídících povelů. Řízená střela nese označení 9M114. Jedná se o protitankový raketový komplet dalekého dosahu s poloautomatickým systémem dálkového navedení (SACLOS) a rádiovým přenosem řídících povelů.

## Vývoj

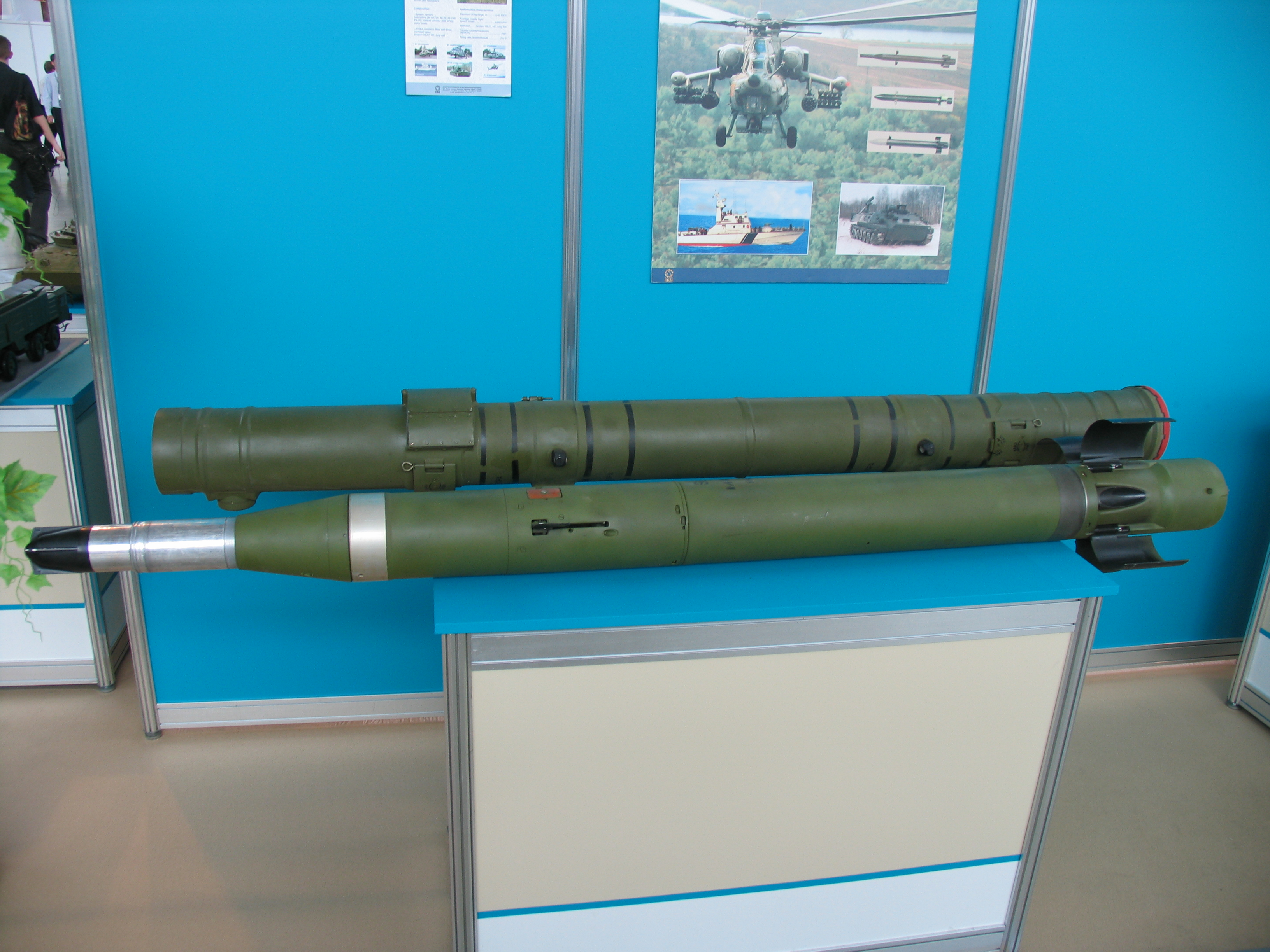
9K113 Šturm.

PTRK Šturm byl vyvíjen konstrukční kanceláří KBM v první polovině sedmdesátých let 20. století. Od počátku byl optimalizován pro použití bitevními vrtulníky Mi-24. Protože se jeho vývoj opožďoval, první verze Mil Mi-24 musely být vyzbrojeny starším PTRK 2K8 Falanga.
Základním požadavkem při vývoji byla nadzvuková rychlost střely, kterou se nepodařilo prosadit u pozemního PTRK druhé generace 9M113 Konkurs. V případě vrtulníkového PTRK dlouhého dosahu je však vysoká rychlost velmi důležitá. Střela s podzvukovou rychlostí dosáhne cíle vzdáleného 5 km asi za půl minuty, což je dostatečně dlouhá doba k provedení obranných opatření (zadýmování atd.). U střely s nadzvukovou rychlostí se doba letu zkrátí na polovinu, což zvyšuje pravděpodobnost zásahu. Cenou za nadzvukovou rychlost PTRK Šturm je výrazný nárůst hmotnosti (kontejner se střelou váží 46 kg). Jako většina PTRK druhé generace používá Šturm naváděcí soustavu typu SACLOS s rádiovým přenosem řídících povelů. 
Komplet byl během služby modernizován. Roku 1981 byla zavedena do výzbroje varianta Šturm-2 s PTŘS 9M114M1 o dosahu 6 km. V roce 1988 pak následovala varianta Šturm-3 s PTŘS 9M114M2 o dosahu 7 km. Kromě toho byla vyvinuta střela 9M114F s termobarickou hlavicí, která je určena k ničení živé síly protivníka a nepancéřovaných cílů.

## Použití
Letecká verze Šturm-V vstoupila do výzbroje v roce 1976. Hlavními nosiči PTRK Šturm-V jsou bitevní vrtulníky Mi-24V/P/PV, které nesou 8x PTŘS.  Vznikla rovněž pozemní verze Šturm-S, která byla zavedena do výzbroje roku 1979. Šturm-S je instalován na bojovém vozidle 9P149, což je modifikovaný obrněný transportér MT-LB s palebným průměrem 12 střel.
PTRK Šturm byl exportován spolu s vrtulníky Mi-24V do mnoha zemí světa.

## Varianty

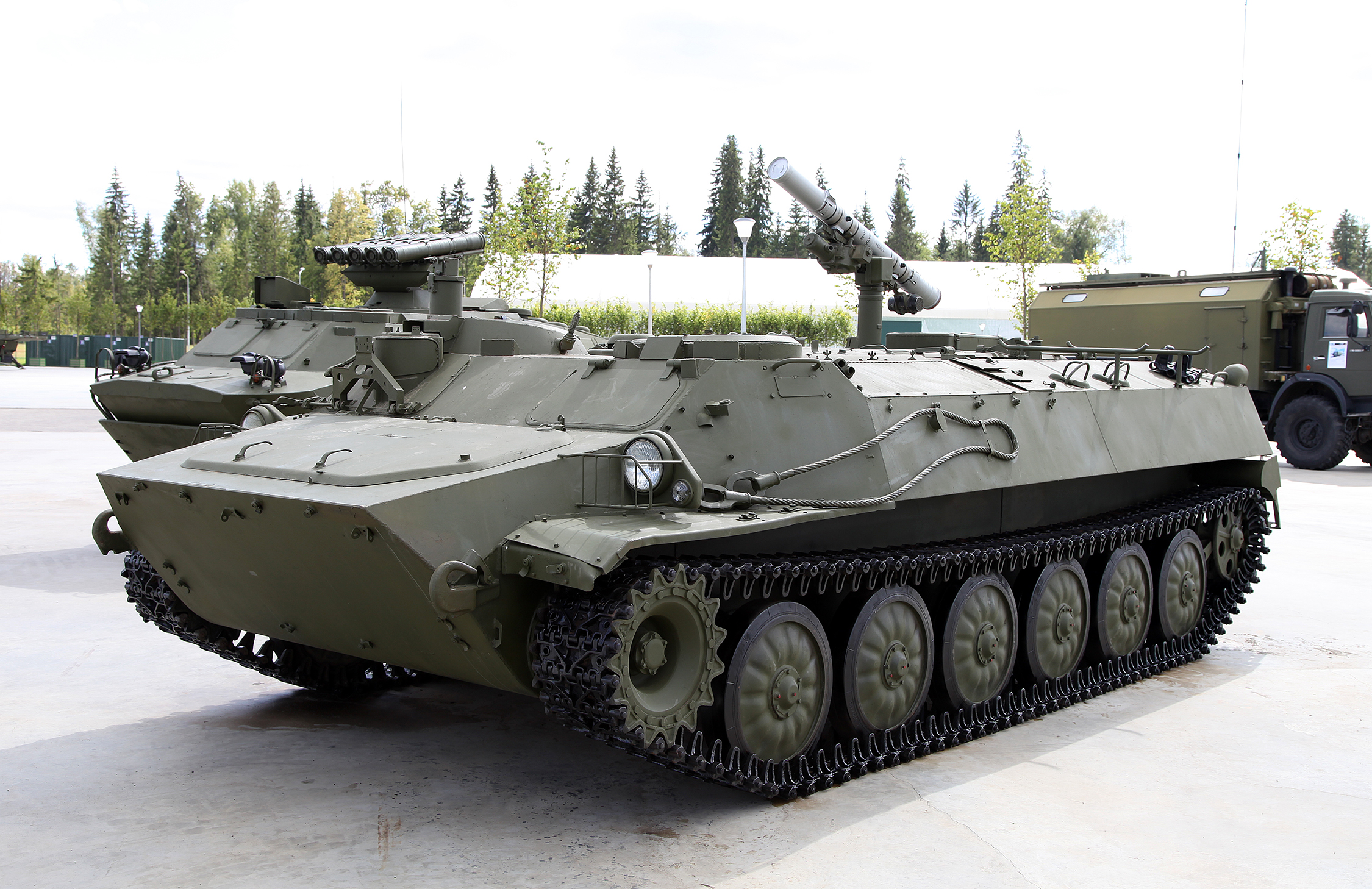
Bojové vozidlo 9P149 s kompletom 9K113 Šturm-S

- 9M114V Šturm-V – letecký raketový systém, vyvinutý primárně pro vrtulníky Mi-24V. Umožňuje použití raket 9M114, 9M114P a 9M114F.
- 9K114S Šturm-S – samohybný protitankový systém na platformě bojového vozidla 9P149. Umožňuje použití raket 9M114, 9M114P a 9M114F.
- 9K113SM Šturm-VM/SM – protitankový systém, který kromě raket 9M114, 9M114P a 9M114F umožňuje i použití modernějších raket 9M120 Ataka.
- 9K120 Ataka – nástupce (kód NATO: AT-9 Spiral-2)

### Řízené střely
- 9M114 Kokon – střela určená k ničení obrněné techniky, která je schopna proniknout pancířem 650 mm RHAe (Ekvivalent válcované homogenní oceli). Jde o základní variantu s tandemovou kumulativní bojovou částí o hmotnosti 5,3 kg, jejíž maximální dolet je 5 km.[1]
- 9M114 M – modifikace rakety 9M114 Kokon, která je schopna proniknout pancířem 720 mm RHAe.[2]
- 9M114 F – střela s vysoce výbušnou hlavicí, která umožňuje ničit živou sílu.[3]

## Technická data
- Délka střely: 1630 mm
- Průměr těla střely: 130 mm
- Hmotnost střely: 35 kg
- Účinný dostřel: minimální 400 m, maximální 5000 m (Šturm-1), 6000 m (Šturm-2), 7000 m (Šturm-3)
- Typ bojové hlavice: HEAT, termobarická (střela 9M114F)